# Перрен, Шарль
Шарль Перрен (фр. Charles Perrin; 6 июля 1875[…], 6-й округ Лиона — 26 марта 1954[…], 7-й округ Лиона) — французский гребец, серебряный призёр летних Олимпийских игр 1900.
Перрен входил на Играх в состав второй французской команды четвёрок, которая не смогла пройти в финал по основной квалификации, однако его команда, и ещё две сборные устроили свой финальный заплыв, который признаётся МОКом. Перрен в том финале занял второе место.